# Skoleskyderiet på Robb Elementary School i Texas, USA
Ved skoleskyderiet på Robb Elementary School  i Uvalde, Texas, USA den 24. maj 2022 skød og dræbte den 18-årige Salvador Rolando Ramos 19 elever og to lærere. Tidligere på dagen havde han skudt sin bedstemor i panden i sit hjem og såret hende alvorligt. Uden for skolen affyrede han skud i ca. fem minutter inden han uhindret gik ind med en riffel af typen AR-15 gennem en ulåst sidedør. Han låste sig derefter inde i to tilstødende klasseværelser, dræbte 19 elever og to lærere og blev der i omkring en time, inden et medlem af en taktisk enhed fra den amerikanske grænsepatrulje (BORTAC) skød ham dødeligt. Dette var det tredjedødeligste skoleskyderi i USA efter Virginia Tech-skydningen i 2007 og skyderiet på Sandy Hook Elementary School i 2012, og det mest dødbringende i Texas.
Politiet på stedet er blevet kritiseret for deres handlinger i forbindelse med skyderiet, og deres adfærd er ved at blive gennemgået i separate undersøgelser af Texas Ranger Division og USA's justitsministerium. Efter først at have rost de første respondenter efter skyderiet, opfordrede Texas' guvernør Greg Abbott til en undersøgelse af den manglende handling fra indsatslederne. Politibetjente ventede 78 minutter på stedet, før de trængte ind i klasseværelset for at pågribe Ramos. Politiet afspærrede også skolens område, hvilket resulterede i voldelige konflikter mellem politiet og civile, der forsøgte at komme ind på skolen for at redde børn. Efterfølgende gav lokale og statslige embedsmænd upræcise rapporter om tidslinjen for politiets handlinger og overdrev politiets handlinger. Texas Department of Public Safety erkendte, at det var en fejl, at de politiet ventede med at angribe Ramos' position i det elevfyldte klasseværelse, og tilskrev dette til Uvalde Consolidated Independent School District (UCISD) politichefs vurdering af situationen som en situation med en "barrikaderet person" i stedet for en "aktiv skytte".
Efter skyderiet, som fandt sted kun ti dage efter skyderiet i Buffalo i 2022, opstod der bredere diskussioner om amerikansk våbenkultur og vold, fastlåst politik og politiets manglende evne til at stoppe angrebet. Nogle har talt for en fornyelse af et føderalt forbud mod overfaldsvåben. Andre kritiserede politikerne for deres opfattede rolle i fortsat at muliggøre masseskyderier. Republikanerne har reageret ved at modsætte sig gennemførelse af våbenkontrolforanstaltninger og har opfordret til at øge sikkerhedsforanstaltningerne i skolerne, f.eks. ved at bevæbne lærerne. De udtrykte også bekymring over politiseringen af skyderiet. Nogle republikanske senatorer, herunder mindretalsleder Mitch McConnell, udtrykte åbenhed for en toparti-aftale om våbenreformer, såsom at tilskynde stater til at vedtage love om våbenkontrol og udvide baggrundstjek for våbenkøbere.

## Baggrund
Uvalde er en by med latinamerikansk flertal på omkring 16.000 indbyggere i det sydlige Texas. Den ligger omkring 97 km øst for grænsen mellem USA og Mexico og 137 km vest for San Antonio. I 2022 var omkring 90 % af Robb Elementary Schools 600 elever i 2. til 4. klasse latinamerikanske, og omkring 81 % af eleverne kom fra økonomisk dårligt stillede miljøer. På dagen for skyderiet havde der været en prisuddeling på skolen.

### Skolernes sikkerhed
Byen Uvalde brugte 40 % af sit kommunale budget på sin politiafdeling i finansåret 2019-2020, og UCISD, som er det skoledistrikt, der styrer Robb Elementary School, havde flere sikkerhedsforanstaltninger på plads på tidspunktet for skyderiet. UCISD havde en politiafdeling med seks betjente, der var ansvarlig for sikkerheden på distriktets otte skoler. Den havde også mere end fordoblet sine udgifter til sikkerhedsforanstaltninger i de fire år forud for skyderiet, og i 2021 udvidede den sin politistyrke fra fire betjente til seks betjente. Staten Texas havde givet UCISD et tilskud på 69.141 dollars til at forbedre sikkerhedsforanstaltningerne som en del af en statslig tildeling på 100 millioner dollars, der blev givet efter skyderiet på Santa Fe High School i 2018, hvor ti mennesker blev dræbt. Skoledistriktet havde også et sikkerhedspersonale, der patruljerede indgange og parkeringspladser på skoleområderne. Siden 2020 har Pedro "Pete" Arredondo været UCISD's politichef.
Skolen og skoledistriktet havde omfattende sikkerhedsforanstaltninger på plads. Skolen brugte Social Sentinel, en softwaretjeneste, der overvågede elevernes og andre tilknyttede personers kontoer på de sociale medier for at identificere trusler mod elever eller personale. Distriktets skriftlige sikkerhedsplan omfattede brugen af Raptor Visitor Management System på skolerne til at skanne besøgendes identitetspapirer og tjekke dem i forhold til overvågningslister, samt brugen af radioer, hegn omkring skolerne, skolernes trusselsvurderingshold og en politik om at låse dørene i klasseværelserne.

### Gerningsmanden
Salvador Rolando Ramos (født 16. maj 2004, død  24. maj 2022) boede i Uvalde og gik på Uvalde High School. Ifølge venner og familie til Ramos tog han og hans mor ofte stoffer og skændtes tit. Ifølge Ramos' klassekammerater og venner stammede Ramos og havde en stærk læspen, som han ofte blev mobbet med i sin skoletid. Han kom ofte i slagsmål med klassekammerater og havde få venner. Ramos stod ikke til at afslutte high school i 2022 sammen med resten af sin klasse, da han havde højt fravær. Et år før skyderiet begyndte han at lægge billeder ud på sin Instagram-konto af automatiske rifler, som stod på hans "ønskeliste". Den 16. maj 2022, på hans 18-års fødselsdag, købte han lovligt to halvautomatiske AR-15-rifler i en lokal våbenbutik. Ramos lagde et billede op af de to rifler på sin Instagram-konto tre dage før skyderiet, ifølge Roland Gutierrez, delstatssenator i Texas.

## Skyderiet
Den 24. maj 2022 havde Salvador Rolando Ramos og hans 66-årige bedstemor et skænderi om en telefonregning i deres hjem i Uvalde, hvor han skød hende i panden, inden han tog hendes Ford pickuptruck. Hun overlevede og søgte hjælp hos naboer, mens politiet blev tilkaldt. Hun blev derefter fløjet til et hospital i San Antonio i kritisk tilstand. Ved hjælp af sin Facebook-konto sendte Ramos tre private beskeder til en 15-årig pige fra Tyskland, som han havde mødt online før skyderiet: den første for at sige, at han ville skyde sin bedstemor; en anden for at sige, at han havde skudt sin bedstemor; og en tredje, ca. 15 minutter før skyderiet, for at sige, at han ville åbne ild på en grundskole. En talsmand for Meta, moderselskabet bag Facebook, sagde, at beskederne var "private tekstbeskeder fra en til en", som blev opdaget efter skyderiet.
Ramos kørte sin bedstemors lastbil gennem en barrikade og ned i en betongrøft uden for Robb Elementary School kl. 11:28 lokal tid (UTC-5). Ifølge politiet bar han en taktisk vest til at bære ammunition – som ikke indeholdt ballistisk beskyttelse eller panser, en rygsæk og helt sort tøj, mens han bar en riffel af typen AR-15 og syv 30-skuds magasiner. Han tog kun den ene af de to rifler, som han lovligt havde købt, med ind på skolen og efterlod den anden i den forulykkede bil. Et vidne sagde, at han først skød mod to personer i en nærliggende bedemandsforretning, som begge slap uskadte. Politiet rapporterede at have modtaget et alarmopkald om, at et køretøj var kørt galt i nærheden af skolen. Efter at have hørt om alarmopkaldet kørte en skolebetjent til skolens område og eftersatte en lærer, som de fejlagtigt troede var gerningsmanden, og kørte forbi den faktiske gerningsmand i processen.
Ramos kom ind på skolen gennem dens vestvendte indgangsdør, som var blevet lukket af en lærer, der havde set ham. Døren blev ikke låst, selv om den var designet til at være låst, når den var lukket. UCISD's politichef anslog, at skyderiet begyndte kl. 11.32; ifølge et Facebook-opslag fra skolen blev skolen lukket ned kl. 11.43 som reaktion på skud, der var hørt i nærheden.
Efter at være kommet ind i bygningen gik Ramos ned ad to korte gange og gik derefter ind i et klasseværelse, der var forbundet med et andet klasseværelse. En overlevende fra skuddramaet fortalte, at da lærer Irma Garcia forsøgte at låse døren til klasseværelset, skød han på ruden til døren og skubbede derefter Garcia ind i klasseværelset og sagde "Godnat", mens han skød og dræbte hende. En anden overlevende fortalte, at Ramos sagde "I skal alle dø" efter at være kommet ind i klasseværelset. Derefter åbnede han ild mod resten af eleverne og en anden lærer i lokalet. Ifølge en overlevende elev spillede Ramos "sørgelig musik", inden skyderiet begyndte. Alle de dræbte befandt sig i de tilstødende klasseværelser 111 og 112, som den bevæbnede mand låste døren til.
Størstedelen af skydningen fandt sted inde i bygningen inden for de første par minutter; Ramos var i bygningen i 40 til 60 minutter, mens bevæbnede politifolk blev uden for klasseværelset og bygningen. Flere elever spillede døde, mens skyderiet fandt sted, herunder en elev, den 11-årige Miah Cerrillo, som smurte sig selv ind med blodet fra en af sine døde klassekammerater for at give troværdighed til tricket. Ifølge en elev, der gemte sig i det tilstødende klasseværelse, kom Ramos ind og gik lidt på hug og sagde "Det er tid til at dø", før han åbnede ild. Efterfølgende råbte en reagerende betjent: "Råb, hvis du har brug for hjælp!". En pige i det tilstødende klasseværelse sagde "hjælp". Ramos hørte pigen, gik ind i klasseværelset og skød hende. Eleven sagde, at betjenten derefter trængte ind i klasseværelset, og Ramos skød mod betjenten, hvilket fik flere betjente til at svare igen. Betjente ankom fire minutter efter Ramos kom ind i skolen og forsøgte at trænge ind, men de trak sig tilbage, efter at han skød mod dem. Det lykkedes ikke betjentene at få forhandlinger i stand.
En mandlig lærer i klasseværelse 111, som blev såret af flere skudsår, beskrev, hvordan han instruerede sine elever om at "lægge sig under bordet og lade som om I sover", hvorefter gerningsmanden kom og skød ham og derefter skød vilkårligt rundt omkring i klasseværelse 111. Læreren "hørte ikke noget i et stykke tid", men "senere" affyrede gerningsmanden en anden skudrunde mod eleverne: "Hvis han ikke fik dem første gang, fik han dem anden gang." Alle 11 elever i klasseværelse 111 under skyderiet døde. Den mandlige lærer lod som om han var bevidstløs på gulvet, men den bevæbnede mand skød ham igen i ryggen. Ifølge den mandlige lærer hørte han tre gange politiet nærme sig hans klasseværelse fra det, der lød som gangen, men de kom ikke ind; ved en af disse lejligheder hørte han en elev fra det tilstødende klasseværelse 112 sige "Betjent, vi er herinde. Vi er herinde", men politiet var "allerede gået"; den bevæbnede mand "gik derefter derover, og han skød igen". Den mandlige lærer hørte senere politiet bede den bevæbnede mand om at komme ud af klasseværelset for at snakke, idet han sagde, at de ikke ønskede at skade nogen.

### Tilkaldelse af forstærkninger
Deputerede fra United States Marshals Service kørte næsten 110 km til skolen og ankom kl. 12:10 hvor de hjalp betjentene med at konfrontere skytten, yde førstehjælp og afspærre området. Kl. 12:17 sendte UCISD en meddelelse ud på Twitter om, at der var en aktiv skytte på skolen. Skoledistriktets politichef, Pedro Arredondo, fastslog fejlagtigt, at situationen var "overgået fra en aktiv skytte til en barrikaderet person" ifølge Texas Department of Public Safety (DPS). Da Ramos troede at være inddæmmet, mente politiet, at de havde købt nok tid til at bringe taktiske enheder ind. Ifølge en Texas DPS-løjtnant havde de første reagerende betjente ikke nok mandskab og kunne ikke komme ind i klasseværelset, og de evakuerede i stedet børn og lærere ved at smadre vinduer omkring skolen.

Efter at politiet havde afspærret skolens ydre, bad forældre betjentene om at gå ind i bygningen. Da de ikke gjorde det, tilbød forældrene selv at gå ind i bygningen. Betjente holdt tilbage og tacklede forældre, der forsøgte at komme ind i skolen, og advarede yderligere om, at de ville bruge taser, hvis forældrene ikke fulgte anvisningerne; der blev uploadet videoklip til sociale medier, herunder et, der viste en forælder, der blev presset til jorden. Politiet sprøjtede peberspray på en forælder, der forsøgte at komme hen til sit barn, og en betjent tacklede en far. Politiet brugte angiveligt en taser på en forælder, der nærmede sig en bus for at hente sit barn. En mor til to elever på skolen blev lagt i håndjern af betjente for at forsøge at komme ind på skolen. Da hun blev løst fra håndjernene, sprang hun over hegnet og hentede sine børn og kom ud, før politiet kom ind. Et videoklip viste forældre, der spurgte, hvorfor politiet ikke forsøgte at redde deres børn, hvortil en betjent svarede "Fordi jeg skal tage mig af jer!" Nogle politibetjente skulle være gået tidligt ind på skolen for at hente deres egne børn, mens andre forældre blev forhindret i at komme ind udenfor.
En agent fra den amerikanske grænsepatruljes taktikske enhed, United States Border Patrol Tactical Unit (BORTAC), skyndte sig til stedet efter at have modtaget en sms fra sin kone, som var lærer på stedet. Forinden havde betjenten været uden for tjeneste, inden han modtog nyheden. Betjenten begav sig straks af sted med et haglgevær, som hans frisør havde lånt ham, og ankom til stedet ca. en time efter, at de første betjente ankom. Han gik derefter i gang med at hjælpe med at evakuere børn. I modsætning til online rygter og indlæg på sociale medier gik han ikke ind på skolen eller dræbte skytten. Yderligere BORTAC-agenter ankom, men de havde ikke en rambuk eller andre indbrudsredskaber, så en US Marshal på stedet forsynede agenterne med et ballistisk skjold. Ramos blev i klasseværelset i omkring en time og gemte sig bag en ståldør, som betjentene ikke kunne åbne, før de fik en hovednøgle fra pedellen. Efter at døren var blevet låst op, gik en BORTAC-agent ind i rummet med skjoldet, efterfulgt af to andre BORTAC-agenter, en Border Patrol Search, Trauma, and Rescue-agent (BORSTAR) og mindst én vicesherif. Ramos åbnede angiveligt ild mod gruppen fra et skab i rummet, inden betjentene besvarede ilden og dræbte ham. Da UCISD-politibetjente udvekslede ild med Ramos, sluttede BORTAC-agenter sig til dem som svar på en anmodning om assistance; en af dem blev såret. Ifølge guvernør Greg Abbott skød den sårede grænsepatruljeagent Ramos dødeligt. Senere rapporter siger, at et taktisk hold trængte ind i rummet og dræbte skytten.

## Ofre
19 elever og to lærere blev dræbt under skyderiet. Børnene gik i tredje og fjerde klasse. Lærerne underviste i det samme klasseværelse i fjerde klasse.
18 personer blev såret, herunder gerningsmandens bedstemor og to politibetjente. Abbott sagde, at de to betjente blev ramt af kugler, men ikke havde alvorlige skader. Uvalde Memorial Hospitals direktør rapporterede, at elleve børn og tre andre personer blev indlagt til akut behandling efter skyderiet. Fire blev udskrevet, og to, der kun blev beskrevet som en af hankøn og en af hunkøn, var døde ved ankomsten. Flere andre ofre blev bragt til universitetshospitalet i San Antonio.

## Reaktioner
Repræsentanter for præsident Joe Biden, der var på vej tilbage til USA fra en rejse til Asien, meddelte, at han var blevet informeret om skyderiet, og at han ville fremsætte offentlige bemærkninger senere samme aften efter at være kommet hjem. Efter skyderiet beordrede Biden, at der skulle flages på halv stang. Biden talte angiveligt med Abbott om bord på Air Force One. Vicepræsident Kamala Harris fordømte skyderiet og opfordrede til politiske ændringer for at sikre, at det aldrig sker igen. Under Bidens tale om skyderiet spurgte han: "Hvornår i Guds navn skal vi stå op mod våbenlobbyen? " Biden fremlagde ikke nogen plan for at gribe ind, hvilket våbenkontrol-aktivister udtrykte skuffelse over.
Flere amerikanske senatorer kondolerede. Senator Mitch McConnell tweetede, at skyderiet efterlod ham "forfærdet og sønderknust", og senator Susan Collins beskrev skyderiet som "utroligt tragisk og forfærdeligt". Senator Ted Cruz kaldte skyderiet for "endnu en ondskabsfuld handling og massemord" og tilbød sine bønner til de familier og børn, der var berørt af skyderiet, og at landet har set "for mange af disse skyderier". Derudover forudsagde Cruz, at nogle politikere ville politisere skyderiet for at presse på for strengere våbenreformer. Brugere på sociale medier beskyldte ham for hykleri for at tage imod penge fra våbenaktivister og for at planlægge at tale på et kommende NRA-årsmøde sammen med senator John Cornyn og guvernør Abbott. Våbenkontrolaktivist og far til et offer fra Skoleskyderiet i Parkland, Manuel Oliver, udsendte en erklæring, hvori han udtrykte sin forargelse over skyderiet og sagde, at ofrenes familier ikke har brug for politikernes "tanker og bønner"; i stedet har de "brug for deres børn".
Flere familier til ofrene for Sandy Hook-massakren udtalte sig, og flere opfordrede til strengere våbenkontrol. Aktivisten Fred Guttenberg, hvis datter blev dræbt under skyderiet i Parkland, opfordrede også politikerne til at indføre strengere våbenkontrol, og udtrykte støtte til familierne til ofrene fra Robb Elementary School.
Massakren blev også fordømt af de tidligere præsidenter Bill Clinton og Barack Obama, samt Canadas premierminister Justin Trudeau.